# San Francisco Limoncito
San Francisco Limoncito är en ort i Mexiko.   Den ligger i kommunen Santa María Huatulco och delstaten Oaxaca, i den sydöstra delen av landet, 500 km sydost om huvudstaden Mexico City. San Francisco Limoncito ligger 201 meter över havet och antalet invånare är 114.
Terrängen runt San Francisco Limoncito är kuperad norrut, men söderut är den platt. Terrängen runt San Francisco Limoncito sluttar söderut. Runt San Francisco Limoncito är det ganska tätbefolkat, med 60 invånare per kvadratkilometer. Närmaste större samhälle är Crucecita, 12,6 km sydost om San Francisco Limoncito. I omgivningarna runt San Francisco Limoncito växer huvudsakligen savannskog.